# Bảo Thành
Bảo Thành là một xã thuộc huyện Yên Thành, tỉnh Nghệ An, Việt Nam. Xã có vị trí là nơi giao nhau của Quốc lộ 7 và Quốc lộ 48E (trước đây là tỉnh lộ 534)
Trụ sở các cơ quan hành chính đặt tại xóm 9. Trung tâm thương mại và kinh tế là chợ Bộng, nơi giao thương của các xã lân cận

## Địa lý - Hành chính
Xã có diện tích 9,19 km², dân số năm 1999 là 6.356 người mật độ dân số đạt 692 người/km².

## Kinh tế
Kinh tế xã chủ yếu dựa vào nền nông nghiệp trồng lúa nước.

## Giáo dục
1.Trường Trung học phổ thông Nam Yên Thành
2.Trường Trung học cơ sở Bảo Thành
3.Trường Tiểu học Bảo Thành

## Di tích - Danh thắng
- Nhà thờ đá xứ đạo Bảo Nham